# Sichuan Xiwang Shudian
Sichuan Xiwang Shudian xinès simplificat: 四川希望书店, pinyin: Sìchuān Xīwàng Shūdiàn, literalment 'Editorial Esperança de Sichuan') va ser una editorial especialitzada en còmics pirates de la República Popular de la Xina. Fundada pel dibuixant Zhou Liuyan, publicà la revista Huashu Dawang, de gran influència en l'escena del xin manhua. Per a publicar legalment la revista, va utilitzar un ISBN de l'empresa estatal Ningxia Renmin Chubanshe.
Va ser l'empresa pirata que més eficientment va utilitzar les xarxes de distribució privades per a distribuir les publicacions evitant les llibreries de propietat estatal. Entre les estratègies per a mantindre preus baixos, va dividir els manga en volums més menuts que els originals per a poder vendre'ls a menor cost.
L'editorial, juntament amb la revista, va desaparèixer l'estiu del 1994 arran de les denúncies de les editorials japoneses.